# Mallotus kweichowensis
Mallotus kweichowensis là một loài thực vật có hoa trong họ Đại kích. Loài này được Lauener & W.T.Wang mô tả khoa học đầu tiên năm 1980.